# Felix Bickel
Felix Bickel (* 10. April 1996) ist ein deutscher Fußballschiedsrichter.

## Karriere
Bickel ist seit 2022 als DFB-Schiedsrichter tätig. Sein Verein ist der SSV Vorsfelde im Niedersächsischen Fußballverband.
Seit 2022 leitet Bickel Spiele der 3. Liga, in welcher sein Debüt am 13. August in der Begegnung des SC Verl gegen den TSV 1860 München stattfand. Nach 34 Drittligaspielen in drei Jahren, in denen Bickel 136 gelbe und zwei rote Karten vergab, ist er ab der Saison 2025/2026 zudem Teil des Schiedsrichterkaders der 2. Bundesliga.
Als Schiedsrichterassistent begleitete Bickel Partien des DFB-Pokals, der 3. Liga (bis 2022) und der 2. Bundesliga.
Er lebt in Wolfsburg.